# 飛雅特M35重機槍
飛雅特M35重機槍是第一次世界大戰時的飛雅特M14水冷式重機槍的改良型，把水冷式槍管改為一個可拆式風冷槍管，因此重量大為減輕，原本用於M14的50 發裝彈匣也用彈鏈取代，其所發射的子彈也改為更俱威力的8×59毫米RB子彈，原本取消了M14的加油幫浦但後來又因發生卡彈而重新加上，M35好像任何方面都比M14要好，但它卻把一個有可能夾斷士兵手指的復進桿露在槍身外，而且由於其上彈系統設計有失誤，因此也有發生膛炸的意外風險。

## 使用國家

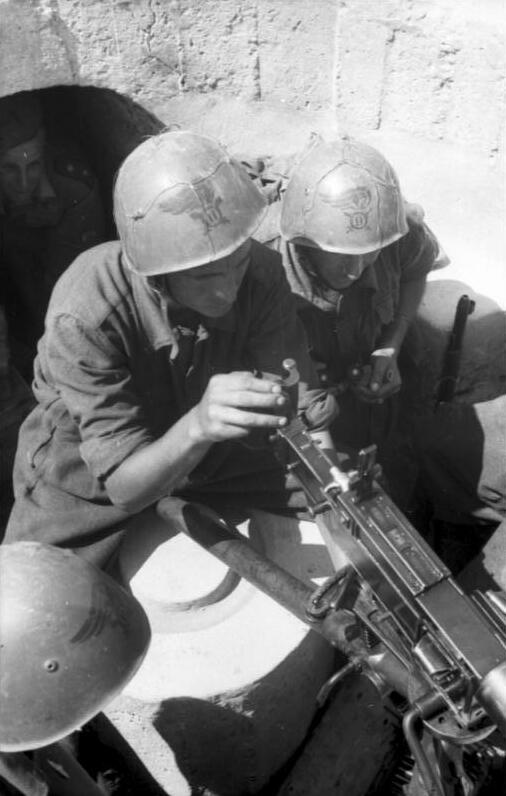
飛雅特M35重機槍

- 義大利王國